# Bussnang
Bussnang település Svájcban, Thurgau kantonban. Területe 18,88 km². Lakóinak száma 2095 (2008. december 31.) Lakói Bussignak nevezik.

## Fekvése
A Thur folyó déli partján fekszik, Weinfeldentől délnyugatra.

## Nevezetes emberek
- Itt született Ernst Stadler, a mai nevén Stadler Rail AG nevű cég alapítója.

## Gazdaság
Itt van a Stadler Rail AG székhelye.